# Klinten
För andra betydelser, se Klinten (olika betydelser).
Klinten är ett naturreservat i Hults socken i Eksjö kommun i Småland (Jönköpings län).
Reservatet är skyddat sedan 2005 och omfattar 81 hektar. Det består av äldre barrskog med närhet till sjön Försjön. Området förvaltas av Eksjö kommun.
Vid reservatet finns även en läger- och aktivitetsgård som består av en huvudbyggnad, som tidigare var boningshus, samt en ombyggd lada.